# Brotherly Love (film 2017)
Brotherly Love è un film del 2017 diretto da Anthony J. Caruso e tratto dal romanzo omonimo di Salvatore Sapienza, precedentemente pubblicato col titolo Seventy Times Seven.

## Trama
Vito Fortunato è un giovane un cattolico italiano prossimo a prendere i voti. Il suo consigliere spirituale gli organizza un periodo sabbatico estivo di volontariato presso una Casa di supporto per malati di AIDS ad Austin, in Texas. Qui conoscerà, tra gli altri, Gabe, un giovane che potrebbe essere la sua anima gemella. Vito si trova così dever scegliere tra la sua vocazione e l'uomo che ama.

## Riconoscimenti
- 2017 - Best Actors Film Festival
  - Miglior regista
- 2017 - IndieFEST Film Awards
  - Miglior film LGBT
  - Miglior attore
- 2017 - Nevada Film Festival
  - Miglior film